# 910 км
 910 км, железнодорожный разъезд 910 километр — опустевший населённый пункт (тип: железнодорожная платформа) в Сызранском районе Самарской области в составе сельского поселения Новозаборовский. Фактически урочище.

## География
Находится у железнодорожной линии Барыш — Сызрань на расстоянии примерно 6 километров на запад от северо-западной границы города Сызрань.

## История
Населённый пункт появился при строительстве железной дороги. В селении жили семьи тех, кто обслуживал железнодорожную инфраструктуру.

## Население
| 2010 |
| ---- |
| 3    |

Национальный состав
Согласно результатам переписи 2002 года, в национальной структуре населения
русские составляли 100 % из 4 чел..

## Инфраструктура
Путевое хозяйство Куйбышевской железной дороги. Действует остановочный пункт Заборовка.

## Транспорт
Автомобильный (в пешей доступности автодорога 36К-733) и железнодорожный транспорт.